# Derby Line
Derby Line – wieś w Stanach Zjednoczonych, w stanie Vermont, w hrabstwie Orleans. Przez wieś przebiega granica państwowa z kanadyjskim miastem Stanstead.